# Dyckia grandidentata
Dyckia grandidentata är en gräsväxtart som beskrevs av P.J.Braun och Esteves. Dyckia grandidentata ingår i släktet Dyckia och familjen Bromeliaceae. Inga underarter finns listade i Catalogue of Life.